# Coloraderpeton brilli
Il coloraderpeton (Coloraderpeton brilli) è un anfibio estinto, appartenente agli aistopodi. Visse nel Carbonifero superiore (circa 310 milioni di anni fa) e i suoi resti fossili sono stati ritrovati in Nordamerica (Colorado). 

## Descrizione
Come tutti gli aistopodi, Coloraderpeton doveva possedere un corpo estremamente allungato e privo di zampe. Il cranio di Coloraderpeton era dotato di occhi posti in posizione notevolmente avanzata, e di un'apertura boccale eccezionalmente ampia, dovuta alla regione dell'osso quadrato che si estendeva molto al di là dell'occipite. Al contrario di animali simili come Oestocephalus, inoltre, il tabulare era confinato al margine laterale temporale dal sopratemporale. Coloraderpeton era dotato di lunghi denti aguzzi e ricurvi, ben spaziati fra loro, lungo le mascelle; sul palatoquadrato erano inoltre presenti file multiple di denti (mentre Oestocephalus ne aveva solo una). Il corpo è conosciuto in maniera incompleta, ma come quello di Ophiderpeton e Oestocephalus era dotato di piccoli osteodermi nella regione del tronco.

## Classificazione
Coloraderpeton brilli venne descritto per la prima volta da Vaughn nel 1969, sulla base di fossili incompleti rinvenuti nella Contea di Fremont, in Colorado.
Coloraderpeton e l'affine Oestocephalus rappresentano forme intermedie nell'evoluzione degli aistopodi, anfibi tipici del Carbonifero dotati di corpi allungatissimi e privi di arti. Coloraderpeton possedeva alcune caratteristiche che si riscontrano negli aistopodi arcaici come Lethiscus e Ophiderpeton, ma preannunciava già le forme derivate come Phlegethontia per altre caratteristiche.